# Sderot
Sderot (tiếng Hebrew: שדרות, tiếng Ả Rập: سديروت) là một thành phố Israel. Thành phố thuộc quận Nam. Thành phố có diện tích 4,472 km2, dân số năm 2009 là 20.700 người.